# 警察識別標示義務
警察識別標示義務係指警察執勤時必須在服裝上標明足以識別個人身分的記號，例如編號、姓名、單位。
警察識別標示義務與警察執勤開始時應出示職務證件之義務不同。

## 目的
支持警察識別標示義務者認為，此舉可確保警察違法時能有效地追究責任，藉此讓警察執勤時——尤其編隊出動時——有所顧忌，不會藏在無從識別個人的制服之下恣意妄為，尤其可預防鎮暴警察過度使用暴力。
反對此標示義務的人認為，這會讓警員面臨被濫訴的風險，並可能投鼠忌器而不敢在正確時刻使用武力。

## 德国
德國在初次統一前，柏林就已於1848年開始實施警察識別標示義務。但20世紀初廢除。
20世紀後半，人權團體雖大力推動警察識別標示義務，但未被政府接受。
21世紀初，因為斯圖加特21鐵路地下化工程的環保抗爭、反核抗爭活動、以及封鎖佔領運動中鎮暴警力的使用迭有違法或過當之爭議，讓社運團體、綠黨、社民黨和左翼黨疾呼警察識別標示義務的立法。自2010年開始，在這幾個黨執政（或聯合執政）的邦裡，陸續通過立法。
目前（2015）德國計有5個邦（全16邦）已「全面」實施警察識別標示義務：柏林、不萊梅、黑森、莱茵兰-普法尔茨、石勒苏益格-荷尔斯泰因。另有2個邦｢部分｣實施：圖林根、漢堡。聯邦警察則尚無此義務。

## 中華民國
中華民國警察的一般制服上向來即有警員編號，之前有爭議的是鎮暴警察在鎮暴服裝上面沒有可茲識別個別警員的編號。這在2014年的323佔領行政院事件中成為焦點問題，被打的群眾指控｢鎮暴防護裝｣沒有識別號碼，讓人民難以追究行為警員與違法執勤的責任。
針對此事，民進黨籍立法委員提案要求修改《警察法》第18條，仿傚德國特種警察制服，在｢鎮暴防護裝｣上做明顯標示。此案尚未通過立法。
不過2015年1月起，在法律未修改的狀態下，內政部警政署已接受建議開始在鎮暴防護裝的正面背面都添加警員編號。

## 其他國家
還有許多國家的警察必須在服裝上標示姓名、或編號、或兩者。詳見本條目的德文版，在 "Andere Staaten" 一節。

## 註解
1. ↑  .   [2015-04-14]. （原始内容存档于2011-03-14）.
2. ↑  . PeoPo公民新聞. 2014-03-24  [2015-04-20]. （原始内容存档于2015-04-20）.
3. ↑   (MS Word). 中華民國立法院. 2014-05-14  [2015-04-20]. （原始内容存档于2015-04-27）.
4. ↑  . 自由時報. 2015-01-05  [2015-04-20]. （原始内容存档于2015-04-20）.

. ETtoday 東森新聞雲. 2015-01-07  [2015-04-20]. （原始内容存档于2015-04-20）.